# Henrietta Hancock Britton

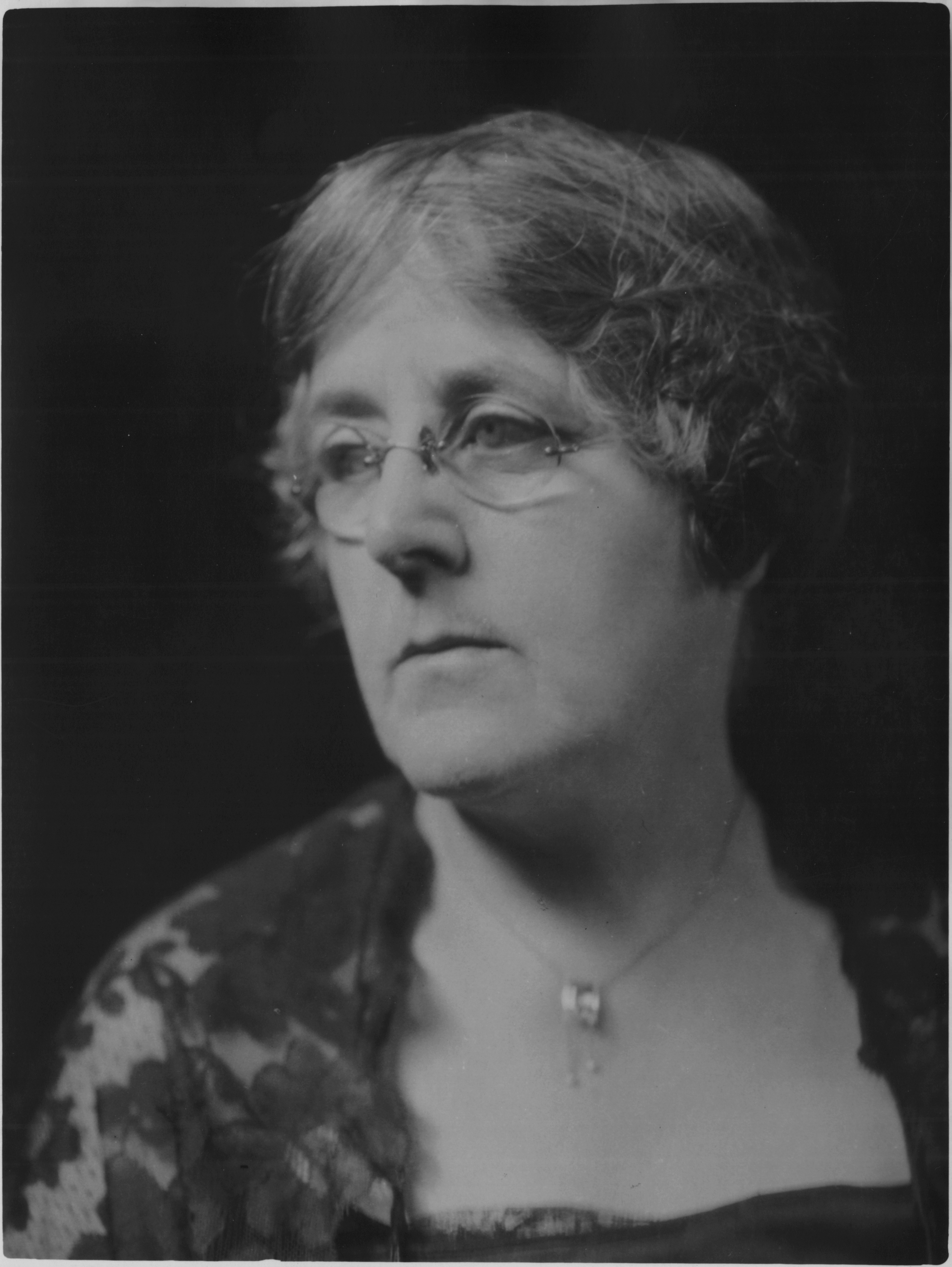
Henrietta Britton, 1930

 Henrietta Hancock Britton (* 20. Mai 1873 in Ealing West, London, England; † 27. Juli 1963 in Toronto, Kanada) war eine englisch-kanadische Malerin und Lehrerin.

## Leben und Werk
Britton wurde als Henrietta Hancock in Ealing West, West London geboren und zog 1874 mit ihren Eltern nach Kanada, wo sie in Brandon (Manitoba) und Toronto lebten. Britton begann 1891 mit dem Kunststudium an der Ontario School of Art and Design und nahm später auch Privatunterricht bei William Cruikshank.
Britton war ein aktives Mitglied der Art Student's League in Toronto und war 1896 deren Schatzmeisterin. Sie unterrichtete von 1896 bis 1906 Kunst an der Bishop Strachan School und dem Moulton Ladies' College. 1901 studierte sie drei Monate lang Malerei in Europa. Von 1906 bis 1911 war sie Direktorin für Kunst am Brandon College und 1907 Gründungsmitglied des Brandon Art Club.
1911 ging sie für ein weiteres Studienjahr nach England, wo sie den Maler Harry Britton heiratete. Das Paar lebte in Cornwall, bevor es nach Kanada zog und sich 1914 in Toronto niederließ. Nach ihrer Rückkehr nach Toronto beschloss Britton den Kunstunterricht aufzugeben und sich der Malerei zu widmen. Das Paar kehrte 1921 nach England zurück, wo sie bis 1925 lebten und malten. Anschließend zogen sie von 1926 bis 1934 nach Nova Scotia und dort nach Amherst (Nova Scotia).
Britton ist bekannt für ihre Landschaften, Porträts und Meeresmalereien. Zu ihren Aufträgen gehören ein Wandgemälde in der Ossington Avenue Church und in der Scott Mission in Toronto. Britton stellte von 1905 bis 1946 bei der Royal Canadian Academy und 1945 und 1946 bei der Art Association of Montreal aus. Die National Gallery of Canada und private Sammler besitzen ihre Werke.
Britton starb im Alter von 90 Jahren in Toronto.